# Pseudochactas mischi
Espèce
Pseudochactas mischi est une espèce de scorpions de la famille des Pseudochactidae.

## Distribution
Cette espèce est endémique de la province d'Orozgan en Afghanistan. Elle se rencontre vers Tarin Kôt.

## Description
La femelle holotype mesure 18,03 mm.

## Étymologie
Cette espèce est nommée en l'honneur de Michael Misch.

## Publication originale
- Soleglad, Kovařík & Fet, 2012 : A new species of Pseudochactas from Afghanistan (Scorpiones: Pseudochactidae). Boletín de la Sociedad Entomológica Aragonesa, no 50, p. 89-98 (texte intégral).